# Kénosis
En la teología cristiana, la kénosis  (del griego κένωσις: «vaciamiento») es el vaciamiento de la propia voluntad para llegar a ser completamente receptivo a la voluntad de Dios.
La palabra ἐκένωσεν (ekénōsen) es usada en la Biblia en la epístola a Filipenses 2,6-7, “Quien siendo en forma de Dios, no consideró ello como algo a que aferrarse; sino que vaciándose (ekénosen) a sí mismo, tomó forma de siervo, siendo hecho en semejanza de hombre y hallado como uno de ellos...”, usando el verbo κενόω (kenóō) "vaciar". En la fe cristiana, se asocia con los términos «anonadamiento», «vaciamiento», «despojamiento», «desapego» o «desasimiento» del alma.

## Uso en el Nuevo Testamento
El Nuevo Testamento no hace uso de la actual palabra kénōsis, pero el verbo kenóō se encuentra cinco veces (Romanos 4,14; 1 Corintios 1,17 y 9,15; 2 Corintios 9:3; Filipenses 2,7). De estas cinco veces es en Filipenses 2,7 en donde se dice que Jesús "se vació a sí mismo", lo cual es el punto de inicio de las ideas cristianas de kénosis.
Juan el Bautista muestra esta postura cuando dice sobre Jesús: "es necesario que Él crezca y yo disminuya" (Jn 3:30).

## Kénosis en la Cristología

### San Juan de la Cruz
El concepto de la kénosis es usado tanto como explicación de la Encarnación y como indicación de la natural actividad y voluntad de Dios. La obra Noche oscura del alma de San Juan de la Cruz es una explicación particularmente lúcida del proceso de transformación del creyente hacia la figura o "semejanza de Cristo".
Un dilema aparente surge cuando la teología cristiana postula a Dios fuera del tiempo y del espacio, quien entra en el tiempo y el espacio para convertirse en humano. La doctrina de la kénosis apunta a explicar que el Hijo de Dios escogió renunciar en términos de sus atributos divinos, en orden a asumir naturaleza humana. Desde la encarnación Jesús es simultáneamente verdadero hombre y verdadero Dios. La kénosis sostiene que estos cambios fueron temporalmente asumidos por Dios en su encarnación. Cuando Jesús asciende a los cielos después de la resurrección, reasume completamente todos sus atributos divinos.
Específicamente se refiere a los atributos de Dios que son pensados como incompatibles con una naturaleza humana. Por ejemplo la omnipotencia, omnipresencia, omnisciencia, tanto como su aseidad, eternidad, infinitud, impasibilidad, e inmutabilidad. Los teólogos que comparten este doctrina a menudo apelan a la lectura de Flp 2:5-8. Críticos de la teología de la kénosis argumentan que el contexto de Filipenses 2,5-8 se refiere a Jesús tomando la forma de un sirviente para ocultar su transfiguración divina, o abandonando su lugar y posición en el Cielo para vivir entre los hombres, en oposición a abandonar sus atributos o naturaleza.
La cristología kenótica se enfoca en ciertos pasajes de los evangelios en los que Jesús de Nazaret no fue omnisciente acerca de la fecha de la Segunda Venida y pone su atención en el hecho que Él no era omnipresente durante la encarnación. Llegó a ser un tema central en los debates protestantes del siglo dieciséis, y se reavivó en el siglo diecinueve para reinterpretar la doctrina clásica de la encarnación.